# Christian Riganò
Christian Riganò (Lipari, Provincia de Mesina, Italia, 25 de mayo de 1974) es un futbolista italiano que jugó de delantero.

## Trayectoria
Riganò comenzó su carrera con el equipo de aficionados del Lipari, donde se ganó una reputación de prolífico goleador. En 1997 se trasladó a la Serie D, al equipo ACR Messina, pero no era tan goleador allí. Después fichó por el Igea Virtus, otro equipo de la Serie D, marcando 28 goles con el equipo siciliano. En el año 2000, a la edad de 26 años, entró finalmente en el fútbol profesional con Taranto, donde con sus goles ayudó a que el equipo ascendiera a la Serie C1, siendo coronado máximo goleador de la Serie C1, con 27 goles en la temporada 2001-02. En 2002 se unió al ACF Fiorentina en la Serie C2, y anotó un récord personal de 30 goles en 32 partidos. En 2003 anotó 23 goles en la Serie B en 44 partidos, ayudando a la ACF Fiorentina a ganar el ascenso a la Serie A, y consiguió su debut en la Serie A a los 30 años de edad. Durante la temporada de invierno 2005-06 fue cedido al Empoli con poco éxito.
En agosto de 2006 fue traspasado al ACR Messina, donde hizo una temporada impresionante, anotando 19 goles en 26 partidos, terminando tercero en la tabla de máximos goleadores en la Serie A. A causa de una lesión estuvo tres meses sin jugar y se perdió bastantes partidos.
En agosto de 2007 fichó por el Levante UD, pero solo anotó cuatro goles en 13 partidos (3 de ellos en el mismo) durante su estancia con el conjunto español, siendo entonces cedido al AC Siena en el mercado de enero. Fue puesto en libertad luego de forma gratuita por el Levante después que el club valenciano fuera descendido a Segunda División, y se unió a la Serie C1 al club Ternana en el verano de 2008 la transferencia de la ventana. Su tiempo en la Ternana sin embargo resultó ser decepcionante, ya que Riganò sólo jugó 5 partidos. Se quedó sin equipo por primera vez en noviembre. En febrero del 2009 Riganò aceptó fichar por el club Cremonese, en la Serie C1, donde volvió a unirse a Emiliano Mondonico, su entrenador en la Fiorentina. Él dejó Cremonese al final de la temporada.

## Clubes
| Club              | País   | Año       | Partidos | Goles |
| ----------------- | ------ | --------- | -------- | ----- |
| Lipari            | Italia | 1993-1997 | 99       | 37    |
| ACR Messina       | Italia | 1997-1998 | 29       | 3     |
| Igea Virtus       | Italia | 1998-2000 | 50       | 28    |
| Taranto           | Italia | 2000-2002 | 64       | 41    |
| ACF Fiorentina    | Italia | 2002-2005 | 94       | 57    |
| Empoli (cedido)   | Italia | 2005-2006 | 34       | 5     |
| ACR Messina       | Italia | 2006-2007 | 27       | 19    |
| Levante           | España | 2007      | 13       | 4     |
| AC Siena (cedido) | Italia | 2008      | 16       | 1     |
| Ternana           | Italia | 2008      | 5        | 0     |
| Cremonese         | Italia | 2009      | 6        | 1     |

## Palmarés

### Otros logros
| Logro              | Club           | País   | Año     |
| ------------------ | -------------- | ------ | ------- |
| Ascenso a Serie C1 | Taranto Sport  | Italia | 2000-01 |
| Ascenso a Serie C1 | ACF Fiorentina | Italia | 2002-03 |
| Ascenso a Serie A  | ACF Fiorentina | Italia | 2003-04 |